# Triumfetta buettneriacea
Triumfetta buettneriacea är en malvaväxtart som beskrevs av Karl Moritz Schumann. Triumfetta buettneriacea ingår i släktet triumfettor, och familjen malvaväxter. Inga underarter finns listade i Catalogue of Life.